# SeaWorld
SeaWorld — американская сеть тематических парков со штаб-квартирой в Орландо, штат Флорида. Является владельцем парков морских млекопитающих, океанариумов, тематических парков животных и реабилитационных центров, принадлежащих United Parks & Resorts Inc. ( ранее SeaWorld Parks & Entertainment). В парках проходят шоу косаток, морских львов и дельфинов, а также зоологические представления с участием различных других морских животных. В парках также есть аттракционы, в том числе американские горки.
Объекты сети в Соединенных Штатах расположены в Орландо, Флорида ; Сан-Диего, Калифорния ; Сан-Антонио, Техас. За пределами Соединенных Штатов имеется парк в Абу-Даби, Объединенные Арабские Эмираты.

## История
Парки были куплены в 1989 году компанией Busch Entertainment Corp., подразделением пивоваренной компании Anheuser-Busch. В 2009 году Busch Entertainment была продана Blackstone Group и впоследствии переименована в SeaWorld Entertainment. В 2013 году Blackstone продала 37 % акций SeaWorld Entertainment в ходе первичного публичного размещения акций, а в 2017 году продала оставшиеся 21 % акций компании Zhonghong Zhuoye.
Коллекции морских млекопитающих в парках на протяжении многих лет были предметом публичных дебатов и критики. Наиболее радикальные защитники животных заявляли, что в практике парков нередки случаи жестокого обращения с животными. Документальный фильм 2013 года Blackfish, снятый после того, как в океанариуме SeaWorld Orlando косатки убили тренера (), привел к снижению прибыли и стоимости акций компании.
В 2016 году SeaWorld объявила, что прекращает программу разведения косаток и полностью откажется от своих театральных представлений с участием косаток (из-за законодательства штата Калифорния, запрещающего представления с участием косаток. Позже в том же году было объявлено, что SeaWorld построит свой первый парк без касаток за пределами США в Абу-Даби. Однако в 2020 году SeaWorld возобновила выступлениями косаток.

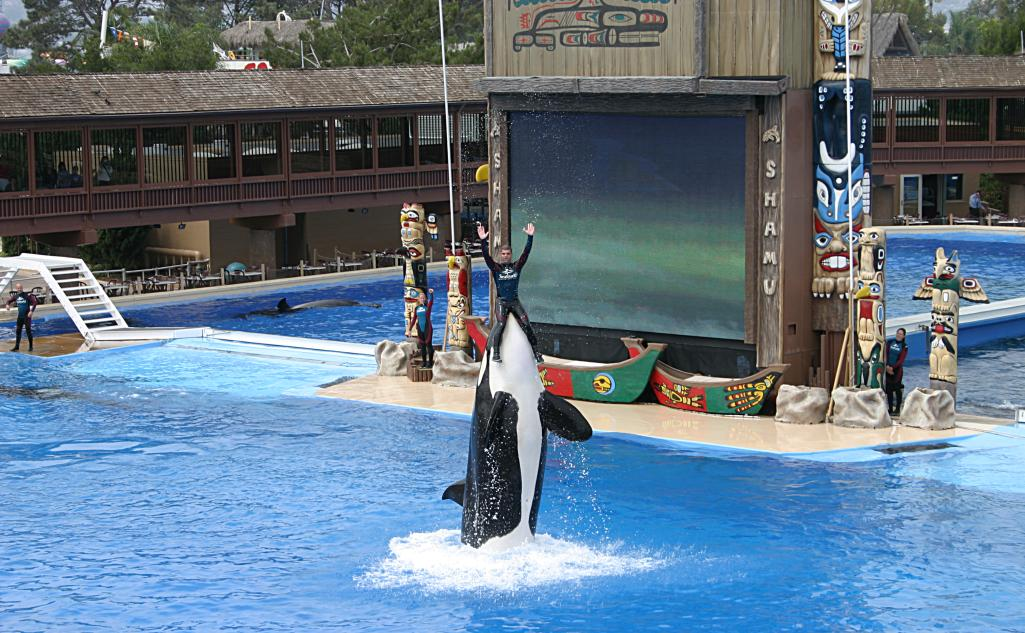
Касатка Шаму, одна из девяти косаток SeaWorld в Сан-Диего, выступает во время шоу Shamu Adventure.

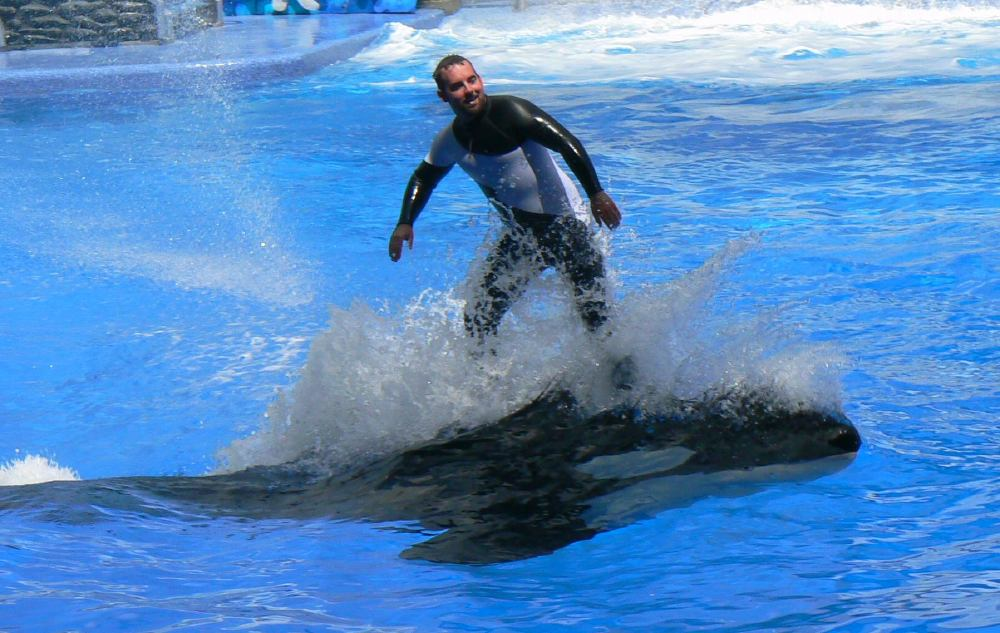
Тренер катается на спине Катины, косатки в SeaWorld Orlando.

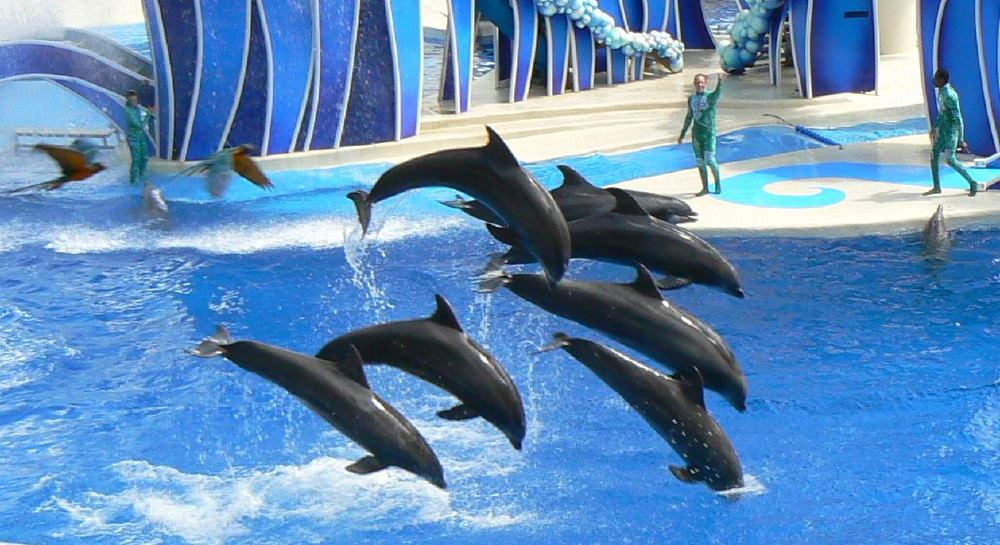
Косатки Марбл, Портер, Дженсен, Старбак, Баретта и Клайд выступают в шоу Blue Horizons в SeaWorld Orlando.

## Косатки
Главной достопримечательностью океанариумов SeaWorld являются косатки (на илл.). Первую косатку, доставленную в SeaWorld в Сан-Диего в 1960-х годах из Сиэтлского морского аквариума звали Шаму. Теперь это имя используется как сценический псевдоним для всех косаток в представлениях SeaWorld. В настоящее время в трех парках SeaWorld обитает 19 косаток.

### Blackfish
В 2013 году обращение SeaWorld с косатками в неволе легло в основу фильма «Черный плавник» (в оригинале — Blackfish), в котором показана история Тиликума — самца косатки, причастного к гибели трех человек. После выхода фильма Martina McBride, 38 Special, REO Speedwagon, Cheap Trick, Heart, Barenaked Ladies, Trisha Yearwood и Willie Nelson отменили запланированные концерты в парках SeaWorld. SeaWorld оспаривает точность фильма, называя его «пропагандистским» и «эмоционально манипулятивным». Компания потратила 15 миллионов долларов на рекламную кампанию, опровергающую обвинения и подчеркивающую свой вклад в изучение китов и их сохранение.

### Комментарии
1. ↑  Специалисты называют скандал с океанариумом SeaWorld Orlando и последующее снижение котировок компании SeaWorld типичным примером политического риска[3]